# Eri Yanetani
Eri Yanetani (japanisch 家根谷 依里 Yanetani Eri; * 7. Juni 1984 in Kōbe) ist eine ehemalige japanische Snowboarderin. Sie startete in den Paralleldisziplinen und nahm an zwei Olympischen Winterspielen sowie neun Snowboard-Weltmeisterschaften teil.

## Werdegang
Yanetani startete im Februar 2000 in Sapporo erstmals im Snowboard-Weltcup und errang dabei den 16. Platz im Snowboardcross. Bei den folgenden Weltmeisterschaften 2001 in Madonna di Campiglio kam sie auf den 57. Platz im Parallel-Riesenslalom, auf den 36. Rang im Riesenslalom sowie auf den 27. Platz im Parallelslalom und bei den Juniorenweltmeisterschaften 2001 in Nassfeld auf den 23. Platz im Parallelslalom sowie auf den 20. Rang im Parallel-Riesenslalom. In der Saison 2002/03 gewann sie bei den Winter-Asienspielen 2003 die Bronzemedaille im Riesenslalom sowie die Goldmedaille im Slalom und belegte bei den Snowboard-Weltmeisterschaften 2003 am Kreischberg den 44. Platz im Parallel-Riesenslalom sowie den 13. Rang im Parallelslalom. Zudem wurde sie bei den Juniorenweltmeisterschaften 2003 in Prato Nevoso Sechste im Parallel-Riesenslalom. In der folgenden Saison erreichte sie mit Platz neun im Parallel-Riesenslalom in Sölden und Rang acht im Parallelslalom in Landgraaf ihre ersten Top-Zehn-Platzierungen im Weltcup und zum Saisonende den 28. Platz im Parallel-Weltcup. In der Saison 2004/05 errang sie in der Sierra Nevada mit Platz vier im Parallelslalom ihr bestes Ergebnis im Weltcup. Beim Saisonhöhepunkt, den Snowboard-Weltmeisterschaften 2005 in Whistler, belegte sie den 47. Platz im Parallel-Riesenslalom und den 41. Rang im Parallelslalom. Zudem wurde sie japanische Meisterin im Riesenslalom und beendete die Saison auf dem 23. Platz im Parallel-Weltcup. Bei ihrer ersten Teilnahme bei Olympischen Winterspielen im Februar 2006 in Turin errang sie den 18. Platz im Parallel-Riesenslalom.
In der Saison 2006/07 wurde Yanetani bei der Winter-Universiade in Bardonecchia Zwölfte im Snowboardcross sowie Vierte im Riesenslalom und belegte bei den Snowboard-Weltmeisterschaften in Arosa den 12. Platz im Parallel-Riesenslalom sowie den 11. Rang im Parallelslalom. In den folgenden Jahren siegte sie bei den japanischen Meisterschaften 2008 im Parallel-Riesenslalom und fuhr bei den Snowboard-Weltmeisterschaften 2009 in Gangwon auf den 28. Platz im Parallel-Riesenslalom sowie auf den sechsten Rang im Parallelslalom. Bei den Olympischen Winterspielen 2010 in Vancouver kam sie auf den 21. Rang im Parallel-Riesenslalom. In der Saison 2010/11 wurde sie erneut japanische Meisterin im Parallel-Riesenslalom und belegte bei den Snowboard-Weltmeisterschaften 2011 in La Molina den 32. Platz im Parallel-Riesenslalom sowie den 26. Rang im Parallelslalom. Auch in der Saison 2012/13 triumphierte sie bei den japanischen Meisterschaften im Parallel-Riesenslalom und fuhr bei den Snowboard-Weltmeisterschaften 2013 im Stoneham auf den 23. Platz im Parallelslalom sowie auf den 17. Rang im Parallel-Riesenslalom. In der Saison 2014/15 erreichte sie mit Platz 15 im Parallel-Riesenslalom-Weltcup und in der Saison 2015/16 mit Platz 17 im Parallelweltcup ihre besten Gesamtplatzierungen im Weltcup. Bei den Snowboard-Weltmeisterschaften 2015 am Kreischberg belegte sie den 45. Platz im Parallelslalom und den 19. Rang im Parallel-Riesenslalom. In der Saison 2016/17 wurde sie japanische Meisterin im Parallel-Riesenslalom und kam bei den Snowboard-Weltmeisterschaften 2017 in der Sierra Nevada auf den 35. Platz im Parallelslalom und auf den 23. Rang im Parallel-Riesenslalom. Außerdem holte sie bei den Winter-Asienspielen 2017 in Sapporo die Silbermedaille im Slalom und die Goldmedaille im Riesenslalom. Ihren 142. und damit letzten Weltcup absolvierte sie im Januar 2018 in Bad Gastein, welchen sie auf dem 26. Platz im Parallelslalom beendete.

## Teilnahmen an Weltmeisterschaften und Olympischen Winterspielen

### Olympische Spiele
- 2006 Turin: 18. Platz Parallel-Riesenslalom
- 2010 Vancouver: 21. Platz Parallel-Riesenslalom

### Weltmeisterschaften
- 2001 Madonna di Campiglio: 27. Platz Parallelslalom, 36. Platz Riesenslalom, 57. Platz Parallel-Riesenslalom
- 2003 Kreischberg: 13. Platz Parallelslalom, 44. Platz Parallel-Riesenslalom
- 2005 Whistler: 41. Platz Parallelslalom, 47. Platz Parallel-Riesenslalom
- 2007 Arosa: 11. Platz Parallelslalom, 12. Platz Parallel-Riesenslalom
- 2009 Gangwon: 6. Platz Parallelslalom, 28. Platz Parallel-Riesenslalom
- 2011 La Molina: 26. Platz Parallelslalom, 32. Platz Parallel-Riesenslalom
- 2013 Stoneham: 17. Platz Parallel-Riesenslalom, 23. Platz Parallelslalom
- 2015 Kreischberg: 19. Platz Parallel-Riesenslalom, 45. Platz Parallelslalom
- 2017 Sierra Nevada: 23. Platz Parallel-Riesenslalom, 35. Platz Parallelslalom

## Weltcup-Gesamtplatzierungen
| Saison    | Gesamt | Gesamt | Parallel | Parallel | Parallel-Riesenslalom | Parallel-Riesenslalom | Parallelslalom | Parallelslalom |
| Saison    | Punkte | Platz  | Punkte   | Platz    | Punkte                | Platz                 | Punkte         | Platz          |
| --------- | ------ | ------ | -------- | -------- | --------------------- | --------------------- | -------------- | -------------- |
| 1999/2000 | 17     | 127.   | -        | -        | -                     | -                     | -              | -              |
| 2000/01   | -      | -      | -        | -        | -                     | -                     | 33             | 77.            |
| 2002/03   | -      | -      | 220      | 49.      | -                     | -                     | -              | -              |
| 2003/04   | -      | -      | 1402     | 28.      | -                     | -                     | -              | -              |
| 2004/05   | -      | -      | 1701     | 23.      | -                     | -                     | -              | -              |
| 2005/06   | 1259   | 64.    | 1259     | 26.      | -                     | -                     | -              | -              |
| 2006/07   | 824    | 58.    | 824      | 30.      | -                     | -                     | -              | -              |
| 2007/08   | 505    | 96.    | 505      | 38.      | -                     | -                     | -              | -              |
| 2008/09   | 1116   | 59.    | 1116     | 26.      | -                     | -                     | -              | -              |
| 2009/10   | 986    | 58.    | 986      | 26.      | -                     | -                     | -              | -              |
| 2010/11   | -      | -      | 272      | 35.      | -                     | -                     | -              | -              |
| 2011/12   | -      | -      | 1172     | 22.      | -                     | -                     | -              | -              |
| 2012/13   | -      | -      | 353      | 35.      | 282                   | 31.                   | 69             | 39.            |
| 2013/14   | -      | -      | 19       | 52.      | -                     | -                     | 19             | 48.            |
| 2014/15   | -      | -      | 1085     | 23.      | 710                   | 15.                   | 375            | 27.            |
| 2015/16   | -      | -      | 1310     | 17.      | 510                   | 16.                   | 800            | 16.            |
| 2016/17   | -      | -      | 312      | 37.      | 176                   | 37                    | 136            | 29.            |
| 2017/18   | -      | -      | 510      | 34.      | 380                   | 31.                   | 130            | 35.            |